# Histiotus
Genre
Histiotus est un genre de chauves-souris d'Amérique du Sud.

## Liste des espèces
- Histiotus alienus (Thomas, 1916 )
- Histiotus macrotus (Poeppig, 1835)
- Histiotus montanus (Philippi and Landbeck, 1861)
- Histiotus velatus (I. Geoffroy, 1824)